# Turiscai
Turiscai (Toriscai, Turiscae, Turiskai) ist die Hauptstadt des osttimoresischen Verwaltungsamts Turiscai in der Gemeinde Manufahi. „Turiskai“ bedeutet auf Mambai „Stamm des Turibaums“.

## Geographie

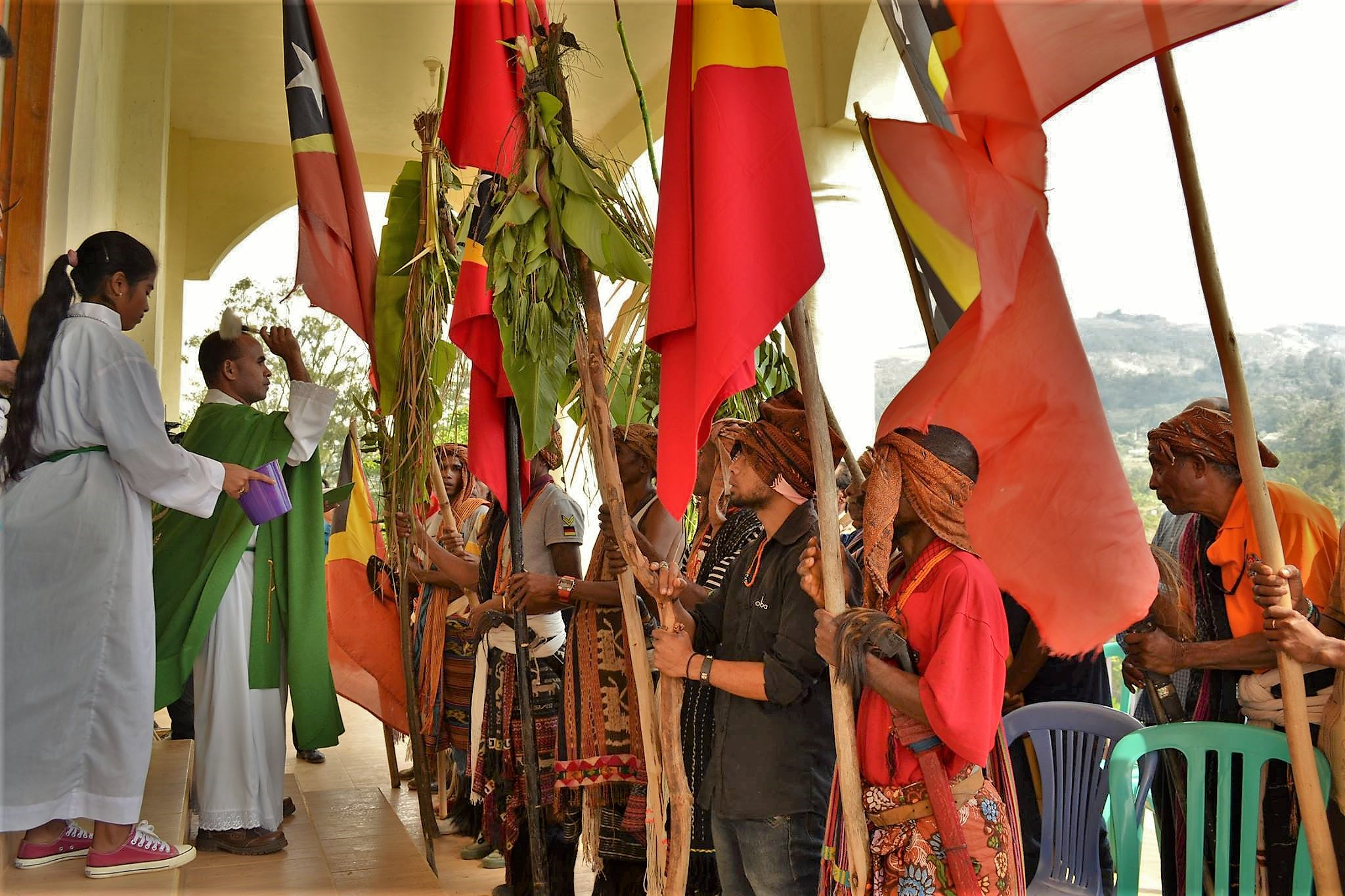
Segnung vor der Kirche

Turiscai liegt im Inselinneren, in Luftlinie 21 km südöstlich von der Landeshauptstadt Dili und 31 km nordöstlich von Same in einer Meereshöhe von 1431 m. Der Ort gehört zum Suco Manumera.
In Turiscai gibt es die Kirche Nossa Senhora de Fatima, eine Grundschule (Escola Primaria Manumera/Maulahulu), eine prä-sekundäre Schule, einen Hubschrauberlandeplatz und ein kommunales Gesundheitszentrum.

## Geschichte
Turiscai war eines der traditionellen Reiche Timors, die von einem Liurai regiert wurden. Es erscheint auf einer Liste von Afonso de Castro, einem ehemaligen Gouverneur von Portugiesisch-Timor, der im Jahre 1868 47 Reiche aufführte.
Während der japanischen Besetzung Timors kam es im Juli 1942 in Turiscai zu einem Aufstand gegen die Portugiesen, der japanischen Einfluss zugeschrieben wird. Der Verwaltungsposten wurde geplündert. Die Rebellion wurde von 700 Moradores aus Laclo, Laleia und Laclubar niedergeschlagen.
1975 marschierten die Indonesier in Osttimor ein. Der Widerstand der FRETILIN und ihres militärischen Arms, der FALINTIL, formierte sich in den Bergen, auch in Turiscai. Im März 1976 drangen indonesische Truppen nach Turiscai ein. Der von der FRETILIN eingesetzte Staatspräsident Francisco Xavier do Amaral versuchte 1977 auf lokaler Ebene über Truppenreduzierung und Waffenstillstand zu verhandeln. Er wollte so seine Heimat Turiscai vor Gräueltaten der indonesischen Armee schützen. Das FRETILIN-Zentralkomitee warf ihm daher Hochverrat vor und setzte ihn am 14. September 1977 ab.
Ende 1979 gab es beim Ort Turiscai ein indonesisches Lager für Osttimoresen, die zur besseren Kontrolle von den Besatzern umgesiedelt werden sollten. Hier wurden auch die ehemaligen Bewohner der Widerstandsbasis (base de apoio) des Sektors Centro Sul interniert. Sie stammten aus Turiscai, Fatuberlio, Maubisse und Dili. Gegenüber der letzten Volkszählung in der portugiesischen Kolonialzeit 1970 sank die Bevölkerungszahl in Turiscai von 5.981 auf 2.890 um 51,7 %.
Nach einem Angriff von FALINTIL-Kämpfern auf das Subdistrikthauptquartier von Alas der indonesischen Armee am 9. November 1998 reagierten die Indonesier mit einer Vergeltungsaktion gegen Zivilisten in der Umgebung und brannten die Häuser von jenen ab, die sie für Unabhängigkeitsunterstützer hielten, so auch im Suco Manumera.

## Persönlichkeiten
- Francisco Xavier do Amaral (1937–2012), Osttimors erster Präsident, wurde 1937 in Turiscai als Sohn des Liurais geboren.